# Manso-Nkwanta
Manso-Nkwanta – miasto i stolica dystryktu Amansie West w regionie Ashanti w Ghanie. Leży na południowy zachód od Kumasi, na północ od Obuasi i na zachód od Bekwai. Zajmuje obszar bardzo urodzajnej ziemi z zielonym lasem deszczowym, otoczony pagórkowatym łańcuchem bogatym w złoto, mieszkańcy zajmują się głównie agroturystyką.
Głównymi gałęziami gospodarki są wydobycie złota, pozyskiwanie i obróbka drewna i rolnictwo.